# Эпидейктическая речь
Эпидейкти́ческая речь, эпиде́йктика (от др.-греч. ἐπι - «сверх» и δεῖξις - «указание» ) — один из жанров риторики.
Термин «эпидейктическая речь» впервые встречается в «Риторике» Аристотеля, а родоначальником этого жанра риторики считают Горгия. Современники связывают появление направления эпидейктики с его произведениями «Похвала Елене» и «Защита Паламеда». Аристотель выделил три рода риторических речей: совещательные, судебные и эпидейктические. «Дело эпидейктической речи — хвалить или порицать». Её целью является создание определённого эмоционального состояния.

## Общая характеристика
Целью эпидейктической речи является создание у адресата определённого эмоционального состояния — радости или гнева, гордости или презрения, вдохновения или отвращения и т. п. Таким образом эпидейктическая речь представляет собой апелляцию к человеческим чувствам. Классическим примером является Геттисбергская речь Авраама Линкольна 1863 года. В ней не было ничего нового, неизвестного для слушателя, она не стремилась побудить солдат к каким-то действиям, но вызвала у них чувство гордости и душевный подъём.
По назначению эпидейктические речи подразделяются на два вида: (1) в которых преобладает оценка события (порицание, похвальное слово) и (2) речи «на случай» (юбилей, открытие Олимпиады и т. п.). Торжественные или хвалебные речи, которые произносили по поводу праздников, побед в сражениях и т. п. были распространены уже в Античности. Их называли «панегириками». Первой торжественной речью на Руси, которая дошла до современников, было «Слово о законе и благодати» митрополита Киевского Илариона середины XI века.
Предметом эпидейктической речи ещё Аристотель называл «прекрасное или постыдное». Прекрасным в данном случае подразумевается всё то, за что можно хвалить. Таким образом в речах, чьей главной целью является доставить удовольствие адресату, подчёркивают его достоинства, хорошие поступки и т. п. Речи, имеющие своим предметом постыдное, направлены на формирование у адресата негативного эмоционального отношения к событию или явлению. Они имеют целью вызвать презрение, негодование, отвращение, ненависть, желание противостоять злу.
Эпидейктическая речь требует соответствующей тональности произнесения. В отличие от других типов речей достижение цели (эмоционального состояния) предполагает не только смысловую суть, но и верную тональность. Избыточные сентиментальность и пафос могут привести к обратному эффекту. Речь следует произносить искренне и с теплотой, зачастую недопустима ироническая интонация. Также эпидейктическая речь скорее всего не достигнет цели — создания эмоционального состояния, если будет прочитана по бумажке.

## Структура и содержание
Эпидейктическая речь имеет трёхчастную структуру. В первой части оратор указывает на повод или случай, который обусловил выступление («поздравляя сегодня нашего юбиляра», «Вероломное военное нападение гитлеровской Германии на нашу Родину, начатое 22 июня, продолжается.»). Во вступлении может быть сформулирована и задача речи — тезис, который она будет обосновывать («Неужели немецко-фашистские войска в самом деле являются непобедимыми войсками, как об этом трубят неустанно фашистские хвастливые пропагандисты? Конечно, нет!»).
В основной части тезис обосновывается различными аргументами. В эпидейктической речи возможно несколько способов формирования основной части. Она может предполагать пересказ наиболее значительных и положительных событий из жизни юбиляра, экскурс в историю, размышления об актуальных проблемах, обличение неправомерных действий и т. д. Особенностью содержания эпидейктической речи является использование оценочной информации, эпитетов, сравнений, метафор и экспрессивной лексики.
Завершение эпидейктической речи предполагает различные пожелания («Желаю участникам и гостям Форума плодотворной работы!») или призывы («Все силы народа — на разгром врага! Вперед, за нашу победу!»).

### Манипулятивный потенциал
В эпидейктической речи выделяют ряд особенностей, которые несут сильный манипулятивный потенциал:
1. значимость повода, который обусловил выступление, для целевой аудитории. Это предполагает широкий охват, количество людей, которые прослушают речь;
2. возможность подготовить речь заранее;
3. эпидейктическая речь в большинстве случаев не предполагает ответа и дискуссии;
4. предполагает констатацию в ущерб логичности. Более того возможно использование арсенала языковых средств для придания «истинности» логически неверным и недоказуемым утверждениям.

Благодаря этому эпидейктические речи стали одним из наиболее мощных каналов трансляции политических, социальных и культурных установок.

## Жанры эпидейктической речи
Эпидейктические речи, имеющие своей целью вызвать положительные эмоции и/или возвышенные чувства, могут быть произнесены в таких жанрах:
- поздравление — предполагает наличие конкретики, в которой бы отобразилась индивидуальность адресата, будь-то один человек или группа лиц. Основная часть содержит акцент на привлекательных качествах адресата. Этот жанр эпидейктических речей наиболее устойчив, что с одной стороны обеспечивает лёгкость создания, а с другой — предполагает большой риск использования банальностей и стандартных клише. Достижение цели — создание у адресата положительных эмоций требует творческого подхода, что в условиях типовой структуры, может быть затруднительным;
- благодарность;
- напутствие — содержание речи основано на перспективах, вечных ценностях, исторических и семейных традициях, что должно вызвать у адресата чувства надежды, радости и восторга;
- тост;
- приветственная речь.

Эпидейктические речи могут носить как неофициальный, так и официальный характер. В кризисных ситуациях публичные выступления имеют цель вызвать справедливый гнев и/или сильный эмоциональный отклик, что предполагает определённые действия. Они происходят в жанре официальных обращений и заявлений. Особым жанром эпидейктической речи является траурная речь, которая одновременно содержит как поддержку родственников и близких умершего, так и скорбь и сожаление.